# Primer ministre de Guinea Bissau
El Primer ministre és el cap del poder executiu de Guinea Bissau. El càrrec fou creat el 1973.

## Primers ministres de Guinea Bissau (1973–present)
Partit Africà per la Independència de Guinea i Cap Verd (PAIGC)

      Partit de Renovació Social (PRS)
| №                                                           | Retrat | Nom (Naixement–mort)                                | Mandat                 | Mandat                 | Partit      |
| ----------------------------------------------------------- | ------ | --------------------------------------------------- | ---------------------- | ---------------------- | ----------- |
| 1                                                           |        | Francisco Mendes (1939–1978)                        | 24 de setembre de 1973 | 7 de juliol de 1978    | PAIGC       |
| 2                                                           |        | Constantino Teixeira                                | 7 de juliol de 1978    | 28 de setembre de 1978 | PAIGC       |
| 3                                                           |        | João Bernardo Vieira (1939–2009)                    | 28 de setembre de 1978 | 14 de novembre de 1980 | PAIGC       |
| Vacant (14 de novembre de 1980 – 14 de maig de 1982)        |        |                                                     |                        |                        |             |
| 4                                                           |        | Victor Saúde Maria (1939–1999)                      | 14 de maig de 1982     | 10 de març de 1984     | PAIGC       |
| Càrrec abolit (10 de març de 1984 – 27 de desembre de 1991) |        |                                                     |                        |                        |             |
| 5                                                           |        | Carlos Correia (1933–2021)                          | 27 de desembre de 1991 | 26 d'octubre de 1994   | PAIGC       |
| 6                                                           |        | Manuel Saturnino da Costa (1942–2021)               | 26 d'octubre de 1994   | 6 de juny de 1997      | PAIGC       |
| (5)                                                         |        | Carlos Correia (1933–2021)                          | 6 de juny de 1997      | 3 de desembre de 1998  | PAIGC       |
| 7                                                           |        | Francisco Fadul (1953–)                             | 3 de desembre de 1998  | 19 de febrer 2000      | Independent |
| 8                                                           |        | Caetano N'Tchama (1955–)                            | 19 de febrer 2000      | 19 de març de 2001     | PRS         |
| 9                                                           |        | Faustino Imbali (1956–)                             | 21 de març de 2001     | 9 de desembre de 2001  | Independent |
| 10                                                          |        | Alamara Nhassé (1957–)                              | 9 de desembre de 2001  | 17 de novembre de 2002 | PRS         |
| 11                                                          |        | Mário Pires (1949–)                                 | 17 de novembre de 2002 | 14 de setembre de 2003 | PRS         |
| Vacant (14 de setembre de 2003 – 28 de setembre de 2003)    |        |                                                     |                        |                        |             |
| 12                                                          |        | Artur Sanhá (1965–)                                 | 28 de setembre de 2003 | 10 de maig de 2004     | PRS         |
| 13                                                          |        | Carlos Gomes Júnior (1949–)                         | 10 de maig de 2004     | 2 de novembre de 2005  | PAIGC       |
| 14                                                          |        | Aristides Gomes (1954–)                             | 2 de novembre de 2005  | 13 d'abril de 2007     | PAIGC       |
| 15                                                          |        | Martinho Ndafa Kabi (1957–)                         | 13 d'abril de 2007     | 5 d'agost de 2008      | PAIGC       |
| (5)                                                         |        | Carlos Correia (1933–2021)                          | 5 d'agost de 2008      | 2 de gener de 2009     | PAIGC       |
| (13)                                                        |        | Carlos Gomes Júnior (1949–)                         | 2 de gener de 2009     | 10 de febrer 2012      | PAIGC       |
| —                                                           |        | Adiato Djaló Nandigna Primer ministre interí        | 10 de febrer 2012      | 12 d'abril de 2012     | PAIGC       |
| Vacant (12 d'abril de 2012 – 16 de maig de 2012)            |        |                                                     |                        |                        |             |
| —                                                           |        | Rui Duarte de Barros (1960–) Primer ministre interí | 16 de maig de 2012     | 3 de juliol de 2014    | Independent |
| 16                                                          |        | Domingos Simões Pereira (1964–)                     | 3 de juliol de 2014    | 20 d'agost de 2015     | PAIGC       |
| 17                                                          |        | Baciro Djá (1973–)                                  | 20 d'agost de 2015     | 9 de setembre de 2015  | PAIGC       |
| Vacant (9 – 17 de setembre de 2015)                         |        |                                                     |                        |                        |             |
| (5)                                                         |        | Carlos Correia (1933–2021)                          | 17 de setembre de 2015 | 12 de maig de 2016     | PAIGC       |
| Vacant (12 – 27 de maig de 2016)                            |        |                                                     |                        |                        |             |
| (17)                                                        |        | Baciro Djá (1973–)                                  | 27 de maig de 2016     | 18 de novembre de 2016 | PAIGC       |
| 18                                                          |        | Umaro Sissoco Embaló (1972–)                        | 18 de novembre de 2016 | 30 de gener de 2018    | PAIGC       |
| 19                                                          |        | Augusto Antonio Artur Da Silva (1956?)              | 30 de gener de 2018    | 16 d'abril de 2018     | PAIGC       |
| (14)                                                        |        | Aristides Gomes (1954–)                             | 16 d'abril de 2018     | 29 d'octubre de 2019   | PAIGC       |
| (9)                                                         |        | Faustino Imbali (1956–)                             | 31 d'octubre de 2019   | 8 de novembre de 2019  | independent |
| (14)                                                        |        | Aristides Gomes (1954–)                             | 8 de novembre de 2019  | 28 de febrer de 2020   | independent |
| 20                                                          |        | Nuno Gomes Nabiam (1966–)                           | 28 de febrer de 2020   | 8 d'agost de 2023      | APU         |
| 21                                                          |        | Geraldo Martins (1967–)                             | 8 d'agost de 2023      | 21 de desembre de 2023 | PAIGC       |
| 22                                                          |        | Rui Duarte de Barros (1960–)                        | 21 de desembre de 2023 | en el càrrec           | Independent |